# Kvicksilver(II)oxid
Kvicksilver(II)oxid, HgO, är en kemisk förening mellan kvicksilver och syre.

## Framställning
Det kan dels framställas genom långvarig upphettning av kvicksilver med lufttillträde, vid en temperatur som ligger nära kvicksilvrets kokpunkt, dels genom upphettning av kvicksilvernitrat, blandat med kvicksilver, och erhålls i båda fallen som ett rött kristallinskt pulver.
Om man däremot fäller ut en lösning av ett kvicksilversalt, som till exempel kvicksilverklorid, med natriumhydroxid och därefter tvättar fällningen med vatten, erhålls den som fälld kvicksilver(II)oxid, ett amorft rödgult pulver, vilket lättare än det röda, angrips av de flesta kemikalier.

## Egenskaper
Kvicksilver(II)oxid är nästan olösligt i vatten. Den är mycket giftigt och sönderfaller vid upphettning i kvicksilver och syre. Även vid inverkan av solljus sönderdelas den delvis och färgas då svart.

## Användning
Kvicksilver(II)oxid har haft användning inom medicinen, för tillverkning av olika kvicksilverpreparat.
Den har också använts för inblandning i båtbottenfärg för att förhindra musslor och dylikt från att växa fast på fartyg.
Kvicksilverpreparat är idag på grund av sin giftighet ej tillåtna att användas.